# جو غاياردو
جو غاياردو (بالإنجليزية: Joe Gallardo)‏ (1 يناير 1998 بسان دييغو في الولايات المتحدة - ) هو لاعب كرة قدم أمريكي في مركز الهجوم.

## روابط خارجية
- جو غاياردو على موقع قاعدة بيانات كرة القدم.إي يو (الإنجليزية)
- جو غاياردو على موقع Soccerway.com (الإنجليزية)